# Dovenwereld van A tot Z

## A
- Aleidus Aalderink
- Alexander Graham Bell
- AnnieS
- Audisme

## B
- Beeldtelefoon
- Laura Bridgman
- Botverankerd hoortoestel

## C
- Christelijk Instituut Effatha
- Cochleair implantaat

## D
- Deaflympische Spelen
- Doof.nl
- Doof Actie Front
- Doofblindheid
- Doofheid
- Doofstom
- Dorpsgebarentaal
- Dovencultuur
- Dovenschap
- Dovenschool
- Doventolk

## E
- Nel Ensberg
- Erkenning van gebarentalen

## F
- Fax

## G
- Edward Miner Gallaudet
- Gallaudet University
- Gebarencafé
- De Gelderhorst
- Henri Daniel Guyot Instituut
- Henri Daniel Guyot

## H
- Handtheater
- Hoortoestel

## I
- Instituut voor Doven
- Instituut voor Gebaren, Taal & Dovenstudies
- Pietro Ivaldi

## J
- Ruud Janssen
- Jongerenorganisatie voor gehandicapten

## K
- KPN Teksttelefoonservice
- Helen Keller
- Kennedy-stichting
- Kentalis
- Koninklijk Instituut voor Doven en Spraakgestoorden

## L
- Lormen

## M
- Martha's Vineyard
- Mobiele teksttelefoon
- Monument voor Joodse dove oorlogsslachtoffers

## N
- Nederlandse dovengeschiedenis

## O
- Ondertiteling

## P
- Sam Pattipeiluhu
- Plots- en laatdoofheid
- Postlinguaal
- Prelinguaal

## R
- Ringleiding
- Rode Kruis Teksttelefoonservice

## S
- Schrijftolk
- Scouting Doven Nederland
- Sencity
- Signaalhond
- Slechthorendheid
- Speciaal onderwijs
- Spraakafzien
- Helga Stevens
- Stichting Belangen Nederlandse Dove Jongeren
- Stichting Plotsdoven
- Stichting Skyway
- Stichting Welzijn Doven Amsterdam
- Stichting Welzijn en Zorg Doven Zuid-Holland
- Anne Sullivan

## T
- Tactiele gebarentaal
- Teksttelefoon
- Teksttelefoonservice
- Tolkbemiddeling
- Tolkvoorziening
- Corrie Tijsseling

## U
- Pascal Ursinus
- Syndroom van Usher

## V
- Vi-taal
- Vierhandengebarentaal

## W
- Welzijnsstichting voor doven
- Werelddovendag
- Woord & Gebaar